# NGC 2763
NGC 2763 este o emission-line galaxy⁠(d) situată în constelația Hidra. A fost descoperită în 8 februarie 1785 de către William Herschel. Se află la o distanță de 28,31 de megaparseci de Pământ.